# 清泉崗機場槍擊案
清泉崗機場槍擊案（又稱清泉崗機場槍戰、清泉崗機場駁火、清泉崗機場襲警奪槍事件、清泉崗機場警民衝突），發生於2015年1月19日14時40分，臺中清泉崗機場國際航廈二樓三號出口外面的道路，嫌犯張坤明與航警發生衝突，張嫌襲警奪槍，與警方駁火後，隨即遭到制伏，張嫌身中4槍，送醫後不治。此事件是機場落成以來首例槍擊事件，共造成一死兩傷；也是臺灣自2014年中華民國總統府砂石車衝撞事件以來，另一起重大治安事件。

## 嫌犯背景
張坤明（1970年－2015年1月19日），與離異的越南外籍配偶生有一女，由他養育女兒。有躁鬱症就醫記錄及竊盜、傷人及毀損公物前科。工作因躁鬱症而離職。在事發前的早上10時，學校老師對於女兒沒上學之事，進行家庭訪問，卻遭張嫌毆打。

## 起因
張嫌騎機車載十歲女兒行經台中航空站，說要帶女兒搭飛機（應是要帶女兒看飛機），由於張嫌及其女兒均未戴安全帽又機車違停，航警康志佳上前盤查，不滿遭航警取締違停，張嫌卻拉著女兒衝到快車道，康員勸阻，突然就被張嫌揮拳打。

## 經過
張嫌與康姓航警發生警民衝突，康姓航警拔警棍時被推倒猛踹，只好拔槍威嚇，但槍枝不慎掉落到地上，張嫌趁亂奪走航警配槍後，單手開槍，向10公尺遠的另一名張姓航警連開3槍，再向其他地方開槍；張嫌共開12槍，其他員警見狀陸續回擊14槍，直到張嫌的子彈用盡，並身中4槍後（胸左、右上腹、腰椎、臀部），隨即遭到制伏。

## 影響
- 張嫌中槍送醫後，因肝臟大量出血，於事發當天15點23分不治身亡。[8]
- 張嫌女兒驚嚇躲在機車旁，目睹事件經過。[8]
- 一名航警（康姓，男43歲）身體多處擦傷，比較嚴重部分為鼻樑、手腕、膝蓋。[8]
- 一名民眾（何姓，女23歲）從香港出差返國，在國內航廈出口處，左臀遭流彈波及中槍，機場女保全員即時相救，送醫後脫離險境。[8]
- 台中市市長林佳龍第一時間接到消息後關切此案，並指派社會局人員，前往關心輔導張嫌女兒，調查家庭狀況。[10]
- 機場大量民眾受到驚嚇，也有民眾拍下了事發當時的影片。[11][8]
- 衍生出臺灣社會問題，例如精神病患安置、工作失業、維安問題等。[12]
- 張嫌因單手開槍的方式，在臺灣網路上引起討論。[13]

## 參看
- 汐止殺警奪槍案
- 薛貞國命案
- 2014年臺北捷運隨機殺人事件
- 臺鐵嘉義車站刺警命案